# إعصار سيمباكا
إعصار سيمباكا هو إعصار ضرب كل من جزيرة جاوة وبالي الأندونيسية، في نوفمبر 2017. تسبب الإعصار بوفاة حوالي 41 شخصًا، وإجلاء 20.000 شخص أخرين. عُدَّت هذه العاصفة رابع العواصف المسجلة في إندونيسيا من قبل مركز التحذير من العواصف المدارية منذ عام 2008.